# Stychomytia
Stychomytia – w  antycznym dramacie greckim żywiołowy dialog postaci scenicznych, złożony z jednowersowych replik wypowiadanych naprzemiennie (wypowiedź każdej z dwóch postaci składa się z jednego, pełnego wiersza).
W przypadku dwuwierszowych wypowiedzi stosuje się nazwę dystychomytia. Jeżeli wypowiedzi bohaterów dopełniają się w obrębie jednego wersu, mówimy o haplostychomytii. Przykładem stychomytii są wersy 730-757 Antygony, zaś dystychomytii wersy 106-131 Króla Edypa. Stychomytia występuje też w Hippolytosie uwieńczonym Eurypidesa:

STARY SŁUGA:
O książę! — gdyż li boga władcą zwać wypada —
Czy raczysz mnie wysłuchać? Dobra moja rada.
HIPPOLYTOS:
I owszem, boć niemądrze postąpiłbym przecie.
STARY SŁUGA:
A wiesz ty, jaki zwyczaj panuje na świecie?
HIPPOLYTOS:
Nie, nie wiem. W jakiej sprawie twa się warga trudzi?
STARY SŁUGA:
Nikt pychy i uporu nie lubi śród ludzi.
HIPPOLYTOS:
Rzecz prosta, bo i któż by lubił pychę człeka?
STARY SŁUGA:
Że nikt zaś na uprzejmą grzeczność nie narzeka.
HIPPOLYTOS:
Na uprzejmości ludzie nigdy źle nie wyśli.
STARY SŁUGA:
Czyż bóstwa, powiedz, nie są takiej samej myśli?

Rzadkim przykładem stychomytii w lirycznej części utworu są wersy 1002-1076 Persów Ajschylosa, gdy strofy wypowiadane są naprzemiennie przez chór i jednego z aktorów.